# Forma (musica)
Nella terminologia musicale, la  struttura di una composizione è l'architettura con cui essa si articola e che ne riflette le suddivisioni, la successione, lo sviluppo di temi, strutture ritmiche e armoniche. La locuzione non va confusa con il genere musicale, termine più ampio che categorizza una composizione secondo la tradizione cui appartiene e le convenzioni che la definiscono.

## Esempi di forme musicali
Molte composizioni sono costruite secondo forme codificate, in base al modo in cui le sezioni tematiche si succedono.
- Forma monopartita, quando si ha un solo tema che si ripete più volte[4]
- Forma bipartita, quando si hanno due temi che contrastano fra loro[5]
- Forma tripartita, quando si riscontra una simmetria fra contrasto e riproposizione dei temi[6]
- Forma libera, come quando l'autore non segue alcuno schema codificato[7]
- Forma polifonica, quando alcuni temi interagiscono e si sovrappongono fra di loro[8]

### Forma monopartita
È la più semplice struttura musicale e prevede un solo tema che si ripete diverse volte. Un esempio classico di questa forma è la ballata, già presente nel XV secolo, nella quale ad un testo musicale sempre uguale corrispondono strofe di testo diverso.
Altro esempio di forma monopartita è il tema con variazioni, nel quale la stessa linea melodica viene cambiata modificando, di volta in volta, il tempo, il ritmo o il timbro.

### Forma bipartita
Questa forma è composta da due temi, chiamati A e B. È usata soprattutto nelle danze quali la gavotta e la giga.
Anche le canzoni dei nostri giorni si possono assimilare a questa forma in quanto sono per lo più costituite da una strofa e da un ritornello.
Consiste anche in uno spostamento di tonalità, che crea una sorta di contrasto.

### Forma tripartita
La forma tripartita è una delle più frequenti forme musicali, si basa sullo schema A-B-A, in cui al primo elemento musicale segue il secondo e quindi la ripresa del primo. In alcuni casi è detta anche forma "col da capo", "forma ternaria", o "forma canzone".
A questa forma si rifà il minuetto, danza bitematica e tripartita, che fu introdotta da Jean-Baptiste Lully maestro di corte di Luigi XIV.
Altra forma molto usata nelle composizioni classiche è il rondò, che si basa sul ritornello che si alterna a vari altri temi.

### Forme basate sull'organico
Le composizioni musicali assumono nomi diversi a seconda del numero di esecutori che le interpretano:
- Duo, Trio, Quartetto, Quintetto ecc.
- Sonata: interpretata da uno o due solisti
- Concerto: uno o più solisti con l'intera orchestra
- Sinfonia: un'intera orchestra sinfonica

### Forma polifonica
Nella forma polifonica le melodie (o "voci") si sovrappongono in contrappunto, elaborate secondo schemi precisi sul principio dell'imitazione, che può essere per moto retto, retrogrado o contrario.
Una delle forme polifoniche più conosciute è la fuga, che Johann Sebastian Bach ha portato a livelli di estrema complessità e perfezione. È composta da più parti (da due a cinque) che entrano in momenti diversi e si sovrappongono fra di loro.

### Forma libera
Durante il romanticismo si sono sviluppate forme non codificate quali il notturno, l'improvviso e la fantasia, che hanno avuto tra i loro interpreti più geniali Fryderyk Chopin.